# Ferran Huelín i Serra
Ferran Maria Huelín i Serra fou un empresari i polític català. Originari de Barcelona, es va establir a Vic, on va dirigir l'empresa Hijos de Guillermo G. Huelín, dedicada al comerç amb Cuba i Filipines. Fou membre de la junta directiva de Foment del Treball Nacional. Membre del Partit Liberal Conservador, fou tinent d'alcalde de l'ajuntament de Barcelona per la Unió Monàrquica i diputat pel districte de Vic a les eleccions generals espanyoles de 1901 i 1903. A les eleccions de 1905 fou derrotat pel candidat de la Lliga Regionalista, Albert Rusiñol i Prats. El mateix any fou nomenat president del Centre Monàrquic Conservador de Barcelona.